# Championnats du monde de marathon (canoë-kayak) 2000
Navigation
Championnats du monde de marathon 1999 Championnats du monde de marathon 2001
Les 8e championnats du monde de marathon en canoë-kayak de 2000 se sont tenus à Dartmouth au Canada, sous l'égide de la Fédération internationale de canoë.
La course a une distance de 36,8 kilomètres

## Podiums

### K1
| Rang               | Athlète                | Pays      | Temps               |
| ------------------ | ---------------------- | --------- | ------------------- |
| Médaille d'or      | Manuel Busto Fernández | Espagne   | 2 h 22 min 30 s 409 |
| Médaille d'argent  | Istvan Salga           | Hongrie   | 2 h 22 min 32 s 441 |
| Médaille de bronze | Michael Leverett       | Australie | 2 h 22 min 32 s 741 |

| Rang               | Athlète            | Pays      | Temps               |
| ------------------ | ------------------ | --------- | ------------------- |
| Médaille d'or      | Mara Santos García | Espagne   | 2 h 34 min 20 s 757 |
| Médaille d'argent  | Kornelia Szonda    | Hongrie   | 2 h 34 min 22 s 056 |
| Médaille de bronze | Chantal Meek       | Australie | 2 h 34 min 22 s 059 |

### K2
| Rang               | Athlète                        | Pays     | Temps               |
| ------------------ | ------------------------------ | -------- | ------------------- |
| Médaille d'or      | Santiago Guerrero Jorge Alonso | Espagne  | 2 h 12 min 44 s 645 |
| Médaille d'argent  | Julio Martinez Rafael Quevedo  | Espagne  | 2 h 12 min 45 s 949 |
| Médaille de bronze | Marcio Pinto Miguel Gomes      | Portugal | 2 h 12 min 46 s 503 |

| Rang               | Athlète                        | Pays     | Temps               |
| ------------------ | ------------------------------ | -------- | ------------------- |
| Médaille d'or      | Andrea Pitz Renata Csay        | Hongrie  | 2 h 25 min 27 s 630 |
| Médaille d'argent  | Kornelia Szonda Edit Javorszky | Hongrie  | 2 h 26 min 07 s 914 |
| Médaille de bronze | Mette Barfod Jeanette Knudsen  | Danemark | 2 h 26 min 08 s 633 |

### C1
| Rang               | Athlète        | Pays     | Temps               |
| ------------------ | -------------- | -------- | ------------------- |
| Médaille d'or      | Karsten Scales | Danemark | 2 h 40 min 19 s 126 |
| Médaille d'argent  | Pavel Bednár   | Tchéquie | 2 h 40 min 19 s 788 |
| Médaille de bronze | Pái Pétervári  | Hongrie  | 2 h 40 min 37 s 855 |

### C2
| Rang               | Athlète                      | Pays      | Temps               |
| ------------------ | ---------------------------- | --------- | ------------------- |
| Médaille d'or      | Edvin Csabai Attila Györe    | Hongrie   | 2 h 31 min 07 s 470 |
| Médaille d'argent  | Richard Dalton Mike Scarola  | Canada    | 2 h 31 min 11 s 301 |
| Médaille de bronze | Vladimir Clauss Petr Kubicek | Allemagne | 2 h 32 min 08 s 970 |

## Tableau des médailles
| Rang  | Nation    | Or | Argent | Bronze | Total |
| ----- | --------- | -- | ------ | ------ | ----- |
| 1     | Espagne   | 3  | 1      | 0      | 4     |
| 2     | Hongrie   | 2  | 3      | 1      | 6     |
| 3     | Danemark  | 1  | 0      | 1      | 2     |
| 4     | Canada    | 0  | 1      | 0      | 1     |
| -     | Tchéquie  | 0  | 1      | 0      | 1     |
| 6     | Australie | 0  | 0      | 2      | 2     |
| 7     | Allemagne | 0  | 0      | 1      | 1     |
| -     | Portugal  | 0  | 0      | 1      | 1     |
| Total | Total     | 6  | 6      | 6      | 18    |